# ジミー・ハースト
ジミー・オニール・ハースト（Jimmy O'Neal Hurst、1972年3月1日 - 2024年7月6日）は、アメリカ合衆国アラバマ州出身のプロ野球選手（外野手）。

## 経歴
1990年のMLBドラフト12巡目でシカゴ・ホワイトソックスに入団。
1997年9月10日、デトロイト・タイガースからメジャーデビュー。
その後は、マイナーリーグや独立リーグを経て、2003年に広島東洋カープに入団。
独立リーグで三冠王を獲った実績やボブ・サップに似た風貌から『カープのボブ・サップ』と期待された。豪快な打撃が魅力の選手であるが、コンパクトに球を打ち返す器用な一面もあり、開幕戦のヤクルトスワローズ戦では、チーム先制点となるセンター前ヒットを放った。芯で捉えた際の飛距離はケタ外れだったが、好不調の波が激しく打率が低い上にチャンスでの凡退も多かった。6月26日の大阪ドームでの対阪神戦で、藤本敦士の放ったライトフライをダイビングキャッチしようとした際に首を故障してしまい、ベンチに下がる。それ以降は出番がなく、シーズン終了後に退団した。
その後、2008年まで独立リーグやメキシカンリーグでプレーした。
2024年7月6日、脳出血により入院先で死去。52歳没。

## 詳細情報

### 年度別打撃成績
| 年 度    | 球 団    | 試 合 | 打 席 | 打 数 | 得 点 | 安 打 | 二 塁 打 | 三 塁 打 | 本 塁 打 | 塁 打 | 打 点 | 盗 塁 | 盗 塁 死 | 犠 打 | 犠 飛 | 四 球 | 敬 遠 | 死 球 | 三 振 | 併 殺 打 | 打 率 | 出 塁 率 | 長 打 率 | O P S |
| -------- | -------- | ----- | ----- | ----- | ----- | ----- | -------- | -------- | -------- | ----- | ----- | ----- | -------- | ----- | ----- | ----- | ----- | ----- | ----- | -------- | ----- | -------- | -------- | ----- |
| 1997     | DET      | 13    | 19    | 17    | 1     | 3     | 1        | 0        | 1        | 7     | 1     | 0     | 0        | 0     | 0     | 2     | 0     | 0     | 6     | 0        | .176  | .263     | .412     | .675  |
| 2003     | 広島     | 43    | 127   | 111   | 8     | 23    | 3        | 0        | 5        | 41    | 15    | 0     | 0        | 0     | 0     | 16    | 0     | 0     | 37    | 3        | .207  | .307     | .369     | .676  |
| MLB：1年 | MLB：1年 | 13    | 19    | 17    | 1     | 3     | 1        | 0        | 1        | 7     | 1     | 0     | 0        | 0     | 0     | 2     | 0     | 0     | 6     | 0        | .176  | .263     | .412     | .675  |
| NPB：1年 | NPB：1年 | 43    | 127   | 111   | 8     | 23    | 3        | 0        | 5        | 41    | 15    | 0     | 0        | 0     | 0     | 16    | 0     | 0     | 37    | 3        | .207  | .307     | .369     | .676  |

### 記録
NPB
- 初出場・初先発出場：2003年3月28日、対ヤクルトスワローズ1回戦（明治神宮野球場）、6番・右翼手で先発出場
- 初安打・初打点：同上、4回表にケビン・ホッジスから中前先制適時打
- 初本塁打：2003年4月10日、対横浜ベイスターズ2回戦（横浜スタジアム）、9回表に福盛和男から中越ソロ

### 背番号
- 57 （1997年）
- 70 （2003年）[注 1]